# Ptychopyxis grandis
Ptychopyxis grandis là một loài thực vật có hoa trong họ Đại kích. Loài này được Airy Shaw miêu tả khoa học đầu tiên năm 1960.